# Кулаковский, Лев Владимирович
Лев Владимирович Кулаковский (31 октября (12 ноября) 1897, Волочиск, Староконстантиновского уезда, Волынской губернии — 24 октября 1989, Москва) — украинско-российский советский музыковед, фольклорист и педагог, автор учебников.

## Биография
В 1916 поступил на биологическое отделение физико-математического факультета Киевского университета, которое окончил в 1922. Затем в Киевском театральном техникуме (1923—1924). В 1924—1927 продолжил обучение под руководством А. А. Альшванга на научно-теоретическом факультете Киевского музыкально-драматического института им. Лысенко.
В 1925—1930 — преподаватель 5-й Киевской музыкальной профессиональной школы и факультета музыкального воспитания Института им. Лысенко (1926—1929).
С 1930 работал научным сотрудником Государственной академии искусствознания.
Сотрудничал в журналах «Музыкальное образование», «Советская музыка», «Советская этнография» и др.
В 1938—1956 участвовал во многих музыкально-фольклорных экспедициях в Брянскую, Владимирскую, Орловскую, Псковскую, Рязанскую, Ярославскую области.

## Научная деятельность
Автор многих книг по теории музыкального воспитания, составитель сборника «Русские, украинские и белорусские песни» (М., 1937), а также статей по вопросам музыкального фольклора, педагогики, теории ладового ритма, музыкальной эстетики, в том числе
- «Ритмика» («Червоний шлях», 1925, № 6—7, на укр. яз.),
- «К вопросу о строении народных мелодий» («Музыкальное образование», 1928, № 4—5, 6),
- «Анализ выразительности народных мелодий» (там же, 1930, № 6),
- «Опера и звуковое кино» (Советская музыка, 1933, № 4),
- «Диссонанс» (БСЭ, изд. 1-е, т. 64),
- «За массовое творчество в музыкальной самодеятельности» («Музыкальная самодеятельность», 1935, № 1, 3, 4, 5, 6, 7, 1936, № 1),
- «У истоков русской народной музыкальной культуры» (1940, № 10, 12),
- «Кострома» (Советская этнография, 1941, № 1),
- «Песнь о полку Игореве» (Советская музыка, 1946, № 12),
- «Мелодия» (БСЭ, изд. 2-е, т. 27),
- «О восприятии музыки» (Советская музыка), 1956, № 6),
- «Уроки народного творчества» (в кн.: О музыке. М., 1974).

На протяжении ряда лет занимался изучением ритмики и музыкальной структуры «Слова о полку Игореве».

## Избранные работы
- Теоретические основы музыкального воспитания (на укр. яз.). Киев, 1930;
- Музыкальная грамота (совм. с Г. Л. Киселевым, на укр. яз.). Киев, 1932;
- «Снегурочка». Опера Н. А. Римского-Корсакова. Путеводитель по опере. М., 1933, 4-е изд. 1936;
- Основы музыкальной грамоты (пособие для начинающих). М., 1935;
- Музыкальная грамота (совм. с Г. Л. Киселевым). М., 1934, 2-е изд. 1936;
- Краткий курс музыкальной грамоты. М., 1938;
- Строение куплетной песни. М., 1939;
- «Песнь о полку Игореве»: Проблема воссоздания музыки // Сов. музыка. 1946. № 12. С. 77—89;
- О русском народном многоголосии. М., 1951;
- Искусство села Дорожева. М., 1959, 2-е изд. 1965;
- Музыка как искусство. М., 1960;
- Как научиться читать ноты. М., 1961, 2-е изд. 1963, 3-е изд. 1966;
- Как научиться собирать и записывать народную песню. М., 1962;
- Песня, её язык, структура, судьбы. М., 1962;
- Из «Слова» песни не выкинуть // Знание — сила. 1973. № 97. С. 30—32;
- За народной мудростью. М., 1975. (совм. с Н. Н. Кулаковской)
- Песнь о полку Игореве: Опыт воссоздания модели древнего мелоса. М., 1977.
- С маской, бубном и гудком : Как возник и развивался народный театр. — М., 1983. (совм. с Н. Н. Кулаковской)